# Bántornya község
Bántornya község (szlovénül: Občina Turnišče, vendül: Törnišče vagy Türnišča) alapfokú közigazgatási egység a Muravidéken, a Pomurska statisztikai régióban, Szlovéniában. Lakosainak száma 3193 fő (2020. július 1.).

## A község települései
Bántornya községhez székhelyén, Bántornyán (Turnišče) kívül a következő falvak tartoznak: Lendvaerdő, (Renkovci) Lendvaszentjózsef (Gomilica) és Zorkóháza (Nedelica). (Zárójelben a szlovén név szerepel, de legtöbbször a muravidéki magyarok is ezeket a névváltozatokat használják, mivel a települések magyar nevüket jórészt csak a 19. század végi földrajzinév-magyarosítások idején kapták, és ezek azóta feledésbe merültek.)

## Népesség
| Lakosok száma | 3389 | 3386 | 3397 | 3331 | 3340 | 3274 | 3264 | 3212 | 3170 | 3193 |
|               | 2008 | 2009 | 2011 | 2012 | 2013 | 2015 | 2016 | 2017 | 2019 | 2020 |

## Fordítás
- Ez a szócikk részben vagy egészben  az   Občina Turnišče című szlovén Wikipédia-szócikk ezen változatának fordításán alapul.  Az eredeti cikk szerkesztőit annak laptörténete sorolja fel. Ez a jelzés csupán a megfogalmazás eredetét és a szerzői jogokat jelzi, nem szolgál a cikkben szereplő információk forrásmegjelöléseként.